# Guy M. Kirwan
Guy Maxwell Kirwan (* 17. Mai 1968) ist ein britischer Ornithologe.

## Leben
Kirwan wuchs im Nordwesten von England auf und ist seit den späten 1970er Jahren ein leidenschaftlicher Vogelbeobachter. Von 1987 bis 1990 absolvierte er die University of East Anglia in Norwich, England, die er mit dem Bachelor of Arts in Geschichte und Englisch abschloss. Von 1991 bis 1993 Jahren arbeitete er in der Türkei, wo er im Auftrag der Doğal Hayatı Koruma Derneği (DHKD, Gesellschaft zum Schutz der Natur in der Türkei – türkische Vertretung des WWF) Feldstudien über bedrohte Entenvögel und Gänsevögel betrieb. 1998 führte ihn ein Forschungsprojekt der DHKD in die Zentraltürkei. 2008 veröffentlichte er mit The Birds of Turkey ein Buch über die Avifauna der Türkei. 1994 gründete er den Neotropical Bird Club. Seit 1997 ist Kirwan Chefredakteur des Clubjournals Cotinga und seit 2006 Redaktionsmitglied beim zweiten Clubmagazin Neotropical Birding. Von 1996 bis 2004 war er Herausgeber der Zeitschrift Sandgrouse, dem Journal der Ornithological Society of the Middle East (OSME). Seit 2004 ist er Herausgeber des Bulletin of the British Ornithologists’ Club. Für den dritten Band des Handbook of the Birds of the World schrieb er 1996 das Familienkapitel über die Goldschnepfen (Rostratulidae). Seit 2006 ist er wissenschaftlicher Mitarbeiter in der ornithologischen Abteilung des Field Museum of Natural History in Chicago. Ab 2013 gehörte er zu den redaktionellen Betreuern des Online-Projekts HBW Alive. Seit 2020 ist er Mitarbeiter beim Nachfolgeprojekt Birds of the World.

### Forschungsarbeit
2005 stellte Kirwan die Gattung Eremopsaltria für den Mongolengimpel (Eremopsaltria mongolicus, Synonym: Bucanetes mongolicus) auf. 2006 beschrieb er die Tapaculo-Art Scytalopus notorius, die jedoch heute als Synonym für den Maustapaculo (Scytalopus speluncae) gilt. 2010 spaltete er den Socotrabussard (Buteo socotraensis) vom Adlerbussard (Buteo rufinus) ab. 2011 beschrieb er gemeinsam mit Hadoram Shirihai den Basaltsteinschmätzer (Oenanthe warriae) aus Syrien und Jordanien. 2014 beschrieb Kirwan die Unterart Suiriri suiriri burmeisteri des Grauscheitel-Olivtyranns und 2015 gemeinsam mit Manuel Schweizer und José Luis Copete den Fahlkauz (Strix hadorami). Im selben Jahr spaltete Kirwan die Zypern-Zwergohreule (Otus cyprius) von der Zwergohreule (Otus scops) ab. Nach einer mehrjährigen genetischen Studie kamen Kirwan und seine Kollegen 2016 zu dem Schluss, dass das seit 1823 für ausgestorben gehaltene Kapuzenpfäffchen (Sporophila melanops) keine valide Art, sondern wahrscheinlich eine Hybride darstellt.

## Werke (Auswahl)
- The Birds of the Hotamış Marshes, 1993
- A Guide to the Birding Hotspots of Northern Israel (mit Hadoram Shirihai, James P. Smith und Dan Alon) Israel Ornithological Center, SPNI, Tel Aviv, 2000
- A Guide to the Birding Hotspots of Southern Israel (mit Hadoram Shirihai, James P. Smith und Dan Alon) Israel Ornithological Center, SPNI, Tel Aviv, 2000
- Raptor Migration in Israel and the Middle East, 2000 (mit Hadoram Shirihai, Reuven Yosef, Dan Alon und Reto Spaar)
- Pheasants, Partridges, and Grouse: A Guide to the Pheasants, Partridges, Quails, Grouse, Guineafowl, Buttonquails, and Sandgrouse of the World, 2002 (mit Steve Madge und Philip McGowan)
- The Birds of Turkey, 2008 (mit Kerem Boyla, Peter Castell, Barbaros Demirci, Metehan Özen, Hilary Welch und Tim Marlow)
- A Birdwatchers' Guide to Cuba, Jamaica, Hispaniola, Puerto Rico and the Caymans, 2010 (mit Arturo Kirkconnell und Mike Flieg)
- Cotingas and Manakins, 2011 (mit Graeme Green)
- HBW and BirdLife Illustrated Checklist of the Birds of the World Volume 2 (Passerines), 2016 (mit Josep del Hoyo, Nigel Collar, David A. Christie, Andrew Elliott, Lincoln D. C. Fishpool und Peter Boesman)
- Birds of the West Indies, 2019 (mit Anthony Levesque, Mark Oberle und Christopher J. Sharpe)
- The Birds of Cuba: An Annotated Checklist, 2020 (mit Arturo Kirkconnell, Orlando H. Garrido und Andy D. Mitchell)